# Tertiaire sector

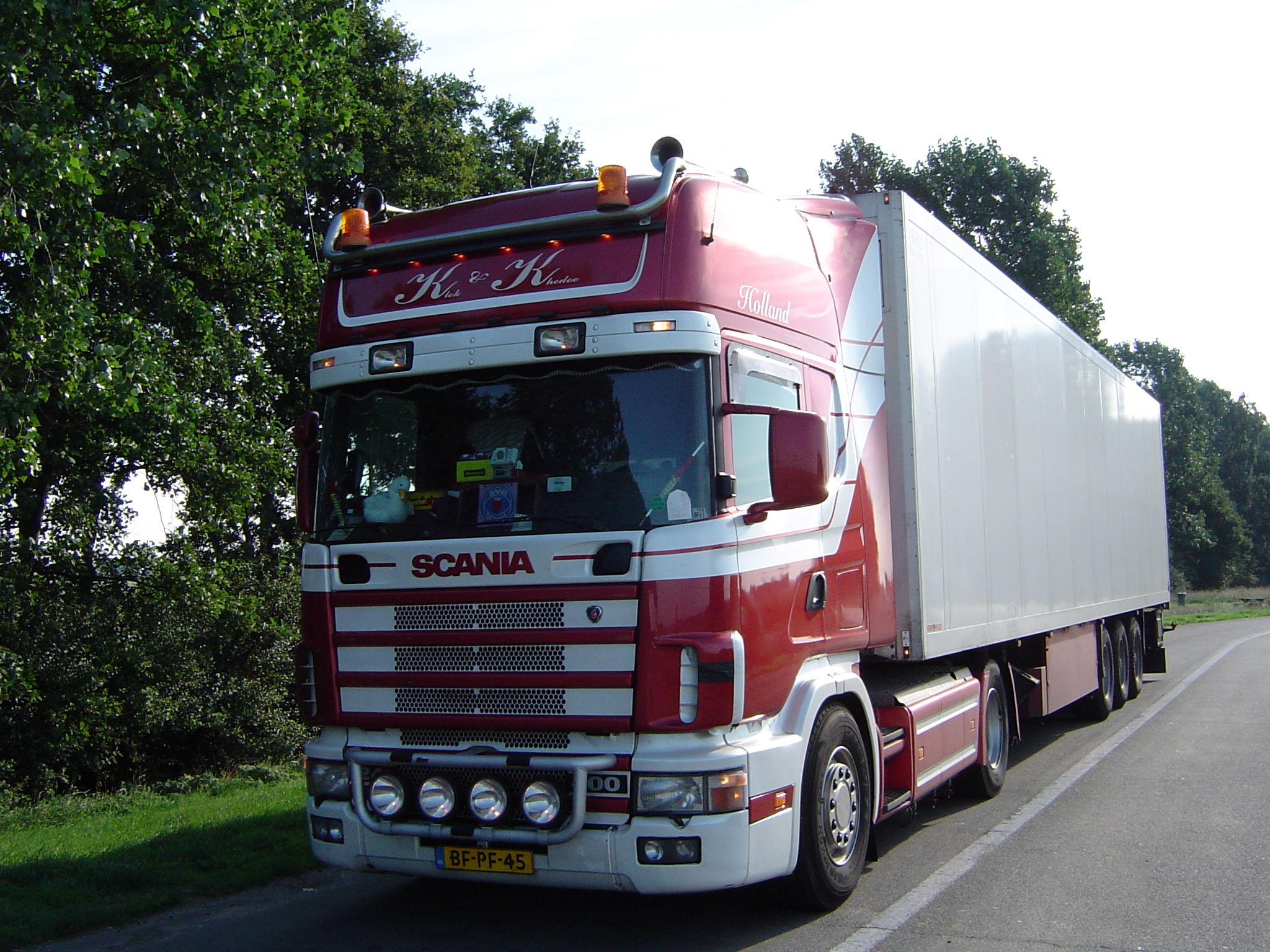
Een transportbedrijf is een commerciële dienstverlener.

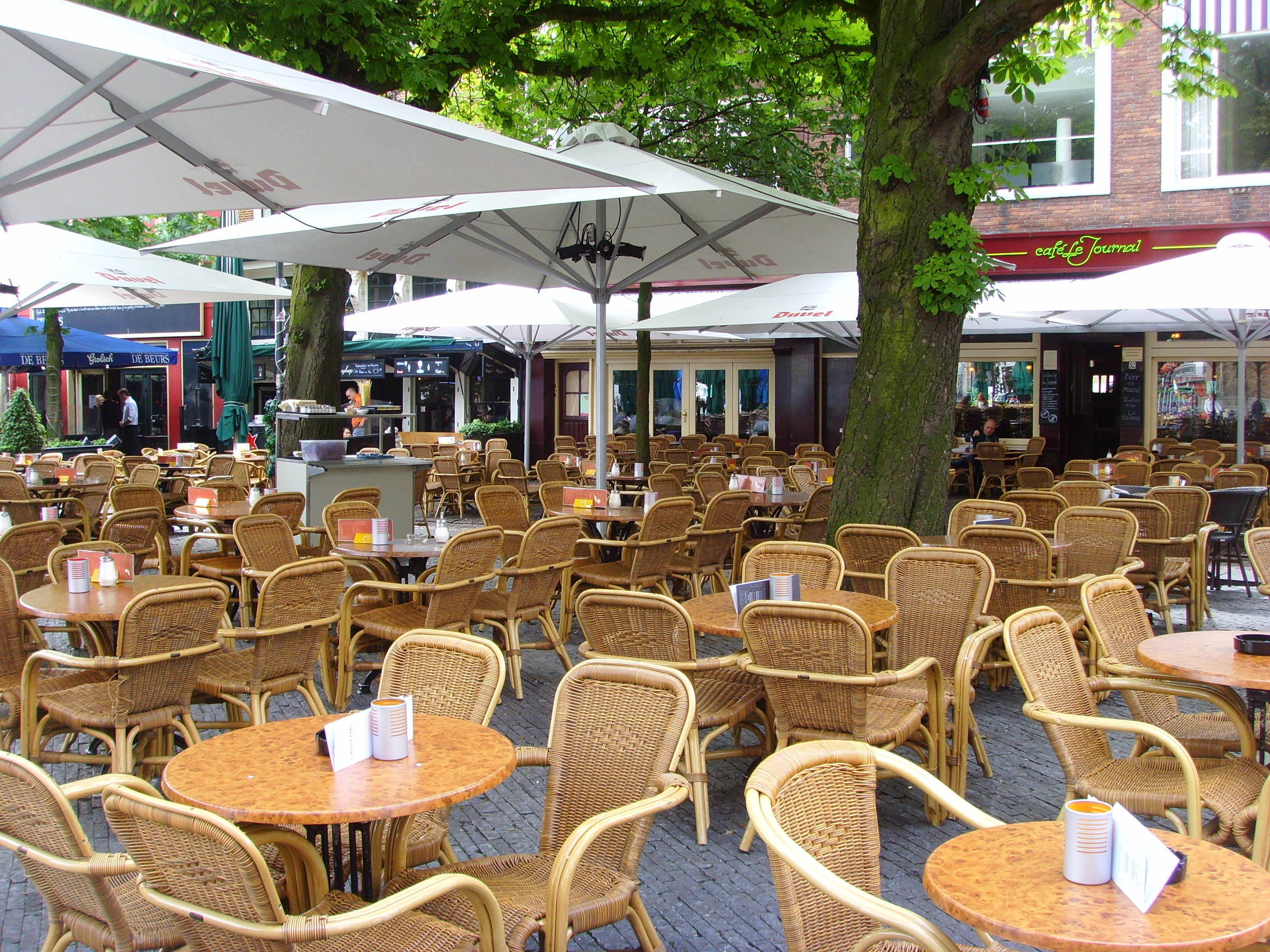
Horeca op de Neude in Utrecht

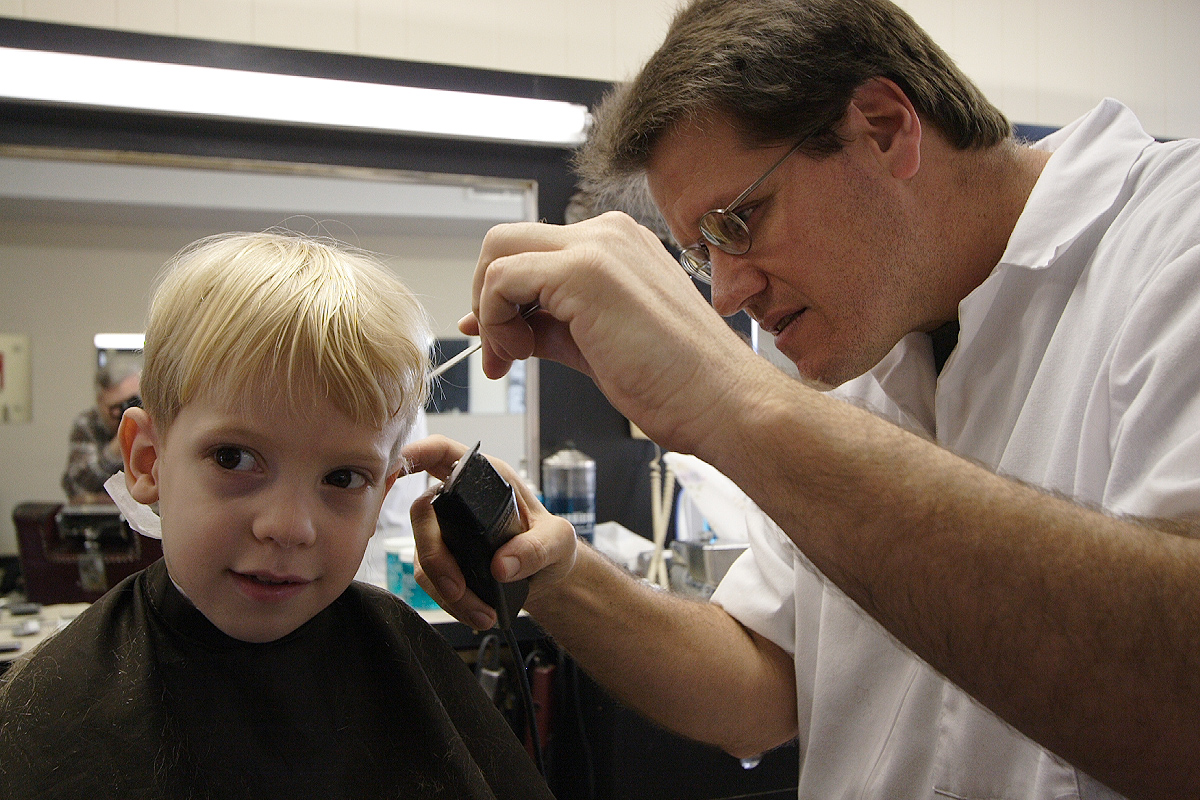
Dienstverlening door de kapper.

De dienstensector of tertiaire sector is de economische sector waarin bedrijven met de verkoop van hun goederen of diensten winst willen maken. De benaming hoort thuis in de meso-economie, die bedrijfstakken bestudeert. Een synoniem voor de tertiaire sector is de "dienstensector", of "de diensten, de handel en het verkeer".
In de historische ontwikkeling van economieën komt de tertiaire sector doorgaans als laatste aan bod, nadat de economie eerst door een fase van agrarische dominantie is gegaan en vervolgens door een periode van industrialisatie. Overigens vervangt de tertiaire sector niet de voorgaande twee sectoren, maar neemt zij alleen de leidende rol in het verschaffen van werkgelegenheid en inkomen over; dit proces heet tertiarisering of tertialisering.
Ontwikkelde landen zoals Nederland en België bezitten meestal verhoudingsgewijs een grote tertiaire sector. Kleinere landen als Luxemburg zijn zelfs geheel op de tertiaire sector aangewezen, vooral als er weinig natuurlijke hulpbronnen aanwezig zijn. Minder ontwikkelde landen zoals Ivoorkust hebben meestal een eenzijdiger economie die nagenoeg geheel drijft op de landbouw.
Tot de tertiaire sector rekent men onder andere winkels, horeca, theaters, kappers, zakelijke dienstverleners, advocaten, ICT-bedrijven en andere dienstverleners. In ontwikkelde economieën zoals in West-Europa en de Verenigde Staten wordt tussen de 70 en 80 procent van het bruto binnenlands product in de dienstensector gerealiseerd.
In India omvat de dienstensector 55% van het bruto binnenlands product, voor een groot deel door het leveren van uitbestedingsdiensten (outsourcing) aan ontwikkelde landen.
De tertiaire sector stelt andere eisen aan haar actoren. Zo komt in een economie waar diensten steeds belangrijker worden een grotere nadruk te liggen op formele scholing en nemen de kansen voor niet of laagopgeleide werknemers dramatisch af. Ook verrichten werknemers binnen de tertiaire en quartiaire sector vaker emotionele arbeid dan medewerkers uit andere sectoren.
Door de Schengen-akkoorden is er in de betreffende landen in Europa een vrij verkeer van personen.